# Dave Charlton
David William Charlton, detto Dave (Brotton, 27 ottobre 1936 – Johannesburg, 24 febbraio 2013), è stato un pilota di Formula 1 sudafricano.

## Carriera
La sua carriera nel mondo dei motori inizia nel 1960. Pochi anni dopo deve trasferirsi in Sudafrica, terra di nascita dei suoi genitori.
Nel 1965 non si qualifica nel Gran Premio del Sud Africa al volante di una Lotus. Nel 1966 acquista una Brabham Climax con la quale Charlton affronta il locale campionato di Formula 1. In quella stagione ottiene tre vittorie e il terzo posto nel campionato.  Nel 1967, ottiene una vittoria e il terzo posto in campionato sempre con una Brabham. Con la Scuderia Scribante in quella stessa annata partecipa al suo primo gran premio valido per il mondiale, ovviamente quello del Sud Africa. Qualificato ottavo sarà poi non classificato.
Le due stagioni seguenti saranno poco competitive anche se saprà qualificarsi anche nell'edizione 1968 del gran premio di casa con una Brabham-Repco, abbandonando per un guasto alla trasmissione. All'inizio degli anni settanta passa sulla Lotus-Ford. Si qualifica nel gran premio di casa al tredicesimo posto e termina dodicesimo in gara. Tra il 1970 e il 1974 si aggiudica per 5 volte di fila il campionato locale di Formula 1 (sempre con la Lotus tranne nell'ultima stagione al volante di una Tyrrell).
Negli stessi anni non abbandona l'impegno nel mondiale di Formula 1. Oltre alla solita partecipazione nel gran premio di casa Charlton è uno dei pochi piloti sudafricani a correre qualche gara fuori del suo paese. Nel 1971 con una Lotus ufficiale affronta il gran premio di Gran Bretagna (ritirato) (dopo aver corso quello del Sud Africa con una Brabham, questa volta ufficiale), nel 1972 quelli di Gran Bretagna e Germania con una Lotus del team Scribante; nel 1973, 1974 e 1975 si limita al gran premio di casa, nel primo caso sempre con la Lotus, negli altri due casi con una McLaren.
È deceduto a Johannesburg il 24 febbraio 2013 all'età di 76 anni.

## Risultati in Formula 1
| 1965 | Scuderia        | Vettura  |     |  |  |  |  |  |  |  |  |  |  |  |  |  |  | Punti | Pos. |
| ---- | --------------- | -------- | --- |  |  |  |  |  |  |  |  |  |  |  |  |  |  | ----- | ---- |
| 1965 | Ecurie Tomahawk | Lotus 20 | NPQ |  |  |  |  |  |  |  |  |  |  |  |  |  |  | 0     |      |

| 1967 | Scuderia           | Vettura       |    |  |  |  |  |  |  |  |  |  |  |  |  |  |  | Punti | Pos. |
| ---- | ------------------ | ------------- | -- |  |  |  |  |  |  |  |  |  |  |  |  |  |  | ----- | ---- |
| 1967 | Scuderia Scribante | Brabham BT 11 | NC |  |  |  |  |  |  |  |  |  |  |  |  |  |  | 0     |      |

| 1968 | Scuderia           | Vettura       |     |  |  |  |  |  |  |  |  |  |  |  |  |  |  | Punti | Pos. |
| ---- | ------------------ | ------------- | --- |  |  |  |  |  |  |  |  |  |  |  |  |  |  | ----- | ---- |
| 1968 | Scuderia Scribante | Brabham BT 11 | Rit |  |  |  |  |  |  |  |  |  |  |  |  |  |  | 0     |      |

| 1970 | Scuderia           | Vettura  |    |  |  |  |  |  |  |  |  |  |  |  |  |  |  | Punti | Pos. |
| ---- | ------------------ | -------- | -- |  |  |  |  |  |  |  |  |  |  |  |  |  |  | ----- | ---- |
| 1970 | Scuderia Scribante | Lotus 49 | 12 |  |  |  |  |  |  |  |  |  |  |  |  |  |  | 0     |      |

| 1971 | Scuderia        | Vettura                  |     |  |  |  |  |     |  |  |  |  |  |  |  |  |  | Punti | Pos. |
| ---- | --------------- | ------------------------ | --- |  |  |  |  | --- |  |  |  |  |  |  |  |  |  | ----- | ---- |
| 1971 | Brabham e Lotus | Brabham BT 33 e Lotus 72 | Rit |  |  |  |  | Rit |  |  |  |  |  |  |  |  |  | 0     |      |

| 1972 | Scuderia           | Vettura  |  |     |  |  |  |    |     |     |  |  |  |  |  |  |  | Punti | Pos. |
| ---- | ------------------ | -------- |  | --- |  |  |  | -- | --- | --- |  |  |  |  |  |  |  | ----- | ---- |
| 1972 | Scuderia Scribante | Lotus 72 |  | Rit |  |  |  | NQ | Rit | Rit |  |  |  |  |  |  |  | 0     |      |

| 1973 | Scuderia           | Vettura  |  |  |     |  |  |  |  |  |  |  |  |  |  |  |  | Punti | Pos. |
| ---- | ------------------ | -------- |  |  | --- |  |  |  |  |  |  |  |  |  |  |  |  | ----- | ---- |
| 1973 | Scuderia Scribante | Lotus 72 |  |  | Rit |  |  |  |  |  |  |  |  |  |  |  |  | 0     |      |

| 1974 | Scuderia           | Vettura     |  |  |    |  |  |  |  |  |  |  |  |  |  |  |  | Punti | Pos. |
| ---- | ------------------ | ----------- |  |  | -- |  |  |  |  |  |  |  |  |  |  |  |  | ----- | ---- |
| 1974 | Scuderia Scribante | McLaren M23 |  |  | 19 |  |  |  |  |  |  |  |  |  |  |  |  | 0     |      |

| 1975 | Scuderia      | Vettura     |  |  |    |  |  |  |  |  |  |  |  |  |  |  |  | Punti | Pos. |
| ---- | ------------- | ----------- |  |  | -- |  |  |  |  |  |  |  |  |  |  |  |  | ----- | ---- |
| 1975 | Alex Blignaut | McLaren M23 |  |  | 14 |  |  |  |  |  |  |  |  |  |  |  |  | 0     |      |

| Legenda | 1º posto     | 2º posto | 3º posto    | A punti         | Senza punti/Non class.  | Grassetto – Pole position Corsivo – Giro più veloce |
| Legenda | Squalificato | Ritirato | Non partito | Non qualificato | Solo prove/Terzo pilota | Grassetto – Pole position Corsivo – Giro più veloce |